# Flexity Graz
Der Flexity Graz ist die zukünftige Straßenbahngeneration für die Straßenbahn Graz. Die ersten Garnituren aus der Flexity-Reihe von Alstom sollen im Jahr 2025 an die Holding Graz ausgeliefert werden.

## Geschichte
Aufgrund dringenden Fahrzeugbedarfs fand in den Jahren 2019 und 2020 eine europaweite Ausschreibung über neue Straßenbahngarnituren für Graz statt. Der Rahmen der Ausschreibung war primär die Auslieferung von 15 neuen Fahrzeugen samt Instandhaltung, inklusive einer Option für die Bestellung von 40 weiteren Garnituren bei Bedarf.
Neben Alstom und dem Flexity bot ebenfalls die Firma Siemens Mobility mit ihrem Modell Avenio mit, welche später allerdings ihr Angebot zurückzog. Im Jahr 2023 gewann dementsprechend die Firma Alstom als einziger Anbieter die Ausschreibung und erhielt in der Folge den Auftrag. Im Jahr 2023 wurde ebenfalls der Vertrag über die Bestellung der Fahrzeuge zwischen dem Hersteller Alstom und der Grazer Stadtregierung unterzeichnet. Für die ersten 15 Garnituren inklusive Instandhaltung wurde ein Budget von 68 bis 75 Millionen Euro erstellt. Die erste Garnitur soll zeitgleich mit der Inbetriebnahme der Neubaustrecke „Innenstadtentlastung“ im Herbst 2025 ausgeliefert werden.
Im November 2024 wurden zu den 15 bereits bestellten Fahrzeugen 10 weitere Garnituren bestellt und in Auftrag gegeben, diese sollen im Jahr 2027 ausgeliefert werden. Im März 2025 wurden erneut zusätzliche Fahrzeuge bestellt, sodass der Auftrag nun insgesamt 31 Fahrzeuge umfasst (15 + 16).

### Testeinsatz
Im Oktober 2019 wurde ein Flexity Wien (Triebwagen 306), welcher später an die Wiener Linien ausgeliefert wurde, in Graz getestet. Das getestete Fahrzeug soll technisch ähnlich mit den für Graz bestellten Wagen sein. Es fanden Zulassungsfahrten sowie Lärmmessungen statt.

## Technik
Die neuen Straßenbahngarnituren besitzen eine Fahrgastkapazität von 200 Personen (durch 60 Sitz- und 140 Stehplätze). Im Vergleich hatte das Vorgängermodell, die Variobahn, eine Fahrgastkapazität von nur 145 Personen (47 Sitz- und 98 Stehplätze). Mit einer Fahrzeuglänge von 33,8 Metern sind die Garnituren die bisher längsten Straßenbahnwagen in Graz, die beiden Vorgängermodelle (Variobahn und Cityrunner) hatten eine Gesamtlänge von etwa 27 Metern. Die Einstiegshöhe der Niederflurgarnituren beträgt 215 Millimeter bei einer Bahnsteighöhe von 110 Millimetern, welche in Graz üblich ist.

## Trivia
Im zwei-Jahres-Takt wird im Wiener Museumsquartier der Adolf Loos Staatspreis Design vergeben, welcher "hervorragende Gestaltungsleistungen, an deren Realisierung österreichische Unternehmen und/oder österreichische Desginer:innen Anteil haben" kürt. Im Jahr 2024 wurde das Design des Grazer Flexity mit einer Auszeichnung gewürdigt.